# エリツァーの定理
場の量子論と統計場の理論におけるエリツァーの定理（エリツァーのていり、Elitzur's theorem）は、ゲージ理論のもとでゼロでない期待値を持てる演算子は局所ゲージ変換に対して不変な演算子のみであると述べる定理である。この定理の重要な帰結は、ゲージ対称性の自発的破れは起こらないということである。この定理は、1975年にシュムエル・エリツァーによって格子場の理論上で初めて証明されたが、連続極限でも同じ結果が成り立つと予想されている。この定理は、ヒッグス機構をゲージ対称性の自発的な破れと単純に解釈するのは誤りであることを示しているが、この現象はフレーリッヒ・モルキオ・ストロッキ機構（Fröhlich–Morchio–Strocchi mechanism）として知られるゲージ不変量の観点から完全に再定式化できる。

## 理論
場の量子論はさまざまな種類の対称性を許容するが、最も一般的なものはグローバル対称性とローカル対称性である。グローバル対称性は、時空上のどの点でも同じように作用する場の変換であるが、ローカル対称性は、位置に依存して場に作用する。後者は系の記述における冗長性に対応する。これは、各ローカル対称性の自由度がオイラー=ラグランジュ方程式間の関係に対応し、系を不定にするという、ネーターの第2定理の結果である。不確定性に対しては、運動方程式が一意な解を許容するように非伝播自由度のゲージ固定が必要である。
自発的対称性の破れは、理論の作用が対称性を持つが、真空状態がこの対称性を破る場合に発生する。その場合、対称性の下で不変でない局所演算子が存在し、非ゼロの真空期待値を与える。このような不変でない局所演算子は、有限体積の系に対して常に真空期待値がゼロになり、自発的対称性の破れを阻止する。これは、大きな時間スケールでは、有限系は常にすべての可能な基底状態の間を遷移し、演算子の期待値を平均化するために発生する。
グローバル対称性では自発的対称性の破れが起こり得るが、エリツァーの定理によれば、ゲージ対称性では同じことは起こらない。ゲージ不変演算子の真空期待値はすべて、無限大の系であってもゼロになる。格子上では、ゲージ不変なオブザーバブルを群測度で積分すると、コンパクトゲージ群では常にゼロになるという事実から、このことが導かれる。測度の正値性とゲージ不変性は、定理を証明するのに十分である。これは、格子場の理論においてゲージ対称性が単なる冗長性である理由の説明でもある。格子場理論では、運動方程式は解く必要がないため、良設定問題を定義する必要がない。代わりに、エリツァーの定理は、対称性の下で不変でない観測量は期待値がゼロになるため、観測できず、したがって冗長になることを示す。
系が自発的対称性の破れを許容することを示すには、対称性を破り、好ましい基底状態を生じる弱い外場（ソース）を導入する必要がある。次に、系の熱力学極限を取り、その後、外場を切る。対称性のもとで不変でない演算子の真空期待値がこの極限でゼロでない場合、自発的な対称性の破れがある。物理的には、系が外場によっておかれた元の基底状態から決して離れないことを意味する。グローバル対称性の場合、さまざまな基底状態間のエネルギー障壁が体積に比例するため、これが発生する。そのため、熱力学的極限ではこれが発散し、系が基底状態に固定される。ローカル対称性では、2つの基底状態間のエネルギー障壁が局所的な特徴のみに依存するため、この構成を回避する。そのため、異なるゲージ関連の基底状態への遷移はローカルで発生し、グローバル対称性の場合のように場がすべての場所で同時に変化する必要はない。

## 適用限界と意味合い
この定理には多くの制限がある。特に、ゲージ対称性の自発的な破れは、無限の空間次元を持つ系や無限の変数を持つ対称性で許容される。なぜなら、これらの場合には、ゲージ配位間に無限のエネルギー障壁があるからである。この定理は、原理的には自発的に破れる可能性がある残余ゲージ自由度や大ゲージ変換にも適用されない。さらに、現在の証明はすべて格子場の理論の定式化に依存しているため、真の連続場理論では無効である可能性がある。したがって、ゲージ対称性が自発的に破れる可能性のあるエキゾチックな連続場理論が存在する可能性は原理的にはあり得るが、そのようなシナリオは既知の例がないため、ありそうにない。
ランダウ理論では、局所演算子の期待値を使用して系の相構造を決定する。ただし、エリツァーの定理は、ヤン=ミルズ理論など、局所演算子が閉じ込めの順序演算子として機能できない特定の系では、このアプローチは受け入れられないことを示している。代わりに、定理を回避するには、期待値がゼロである必要がない非局所ゲージ不変演算子を構築する必要がある。最も一般的なものは、ウィルソンループと、その熱力学的等価物であるポリヤコフループである。順序演算子として機能する別の非局所演算子は、トフーフトループ（'t Hooft loop）がある。
ゲージ対称性は自発的に破れることはないので、ヒッグス機構の妥当性に疑問が投げかけられる。通常の説明では、ヒッグス場は、場にゼロではない真空期待値を与えるポテンシャルを持っているように見える。しかし、これは単にゲージ固定、通常はユニタリゲージを課した結果に過ぎない。真空期待値の任意の値は、適切なゲージ固定を選択することにより得られる。期待値をゲージ不変な方法で計算すると、エリツァーの定理と一致して常にゼロになる。しかし、ヒッグス機構は、いかなる対称性の自発的破れも伴わないフレーリッヒ・モルキオ・ストロッキ機構として知られるゲージ不変な方法で完全に再定式化することができる。{\displaystyle {\text{SU}}(2)}部分群を持つ非可換ゲージ群の場合、この機構はヒッグス機構と一致するが、他のゲージ群の場合、2つのアプローチの間に矛盾が生じる可能性がある。
エリツァーの定理は、より広い概念であるD次元空間の局所対称性に一般化することもでき、D次元超平面に均一に作用する対称性が存在する可能性がある。この見方では、グローバル対称性はD次元超平面に作用し、局所対称性は0次元超平面に作用する。一般化されたエリツァーの定理は、そのようなD次元対称性の下で不変でない演算子の真空期待値に上限を与える。この定理は、そのような対称性が現れる物性物理学において多数の応用がある。